# Kuchyně Americké Samoy

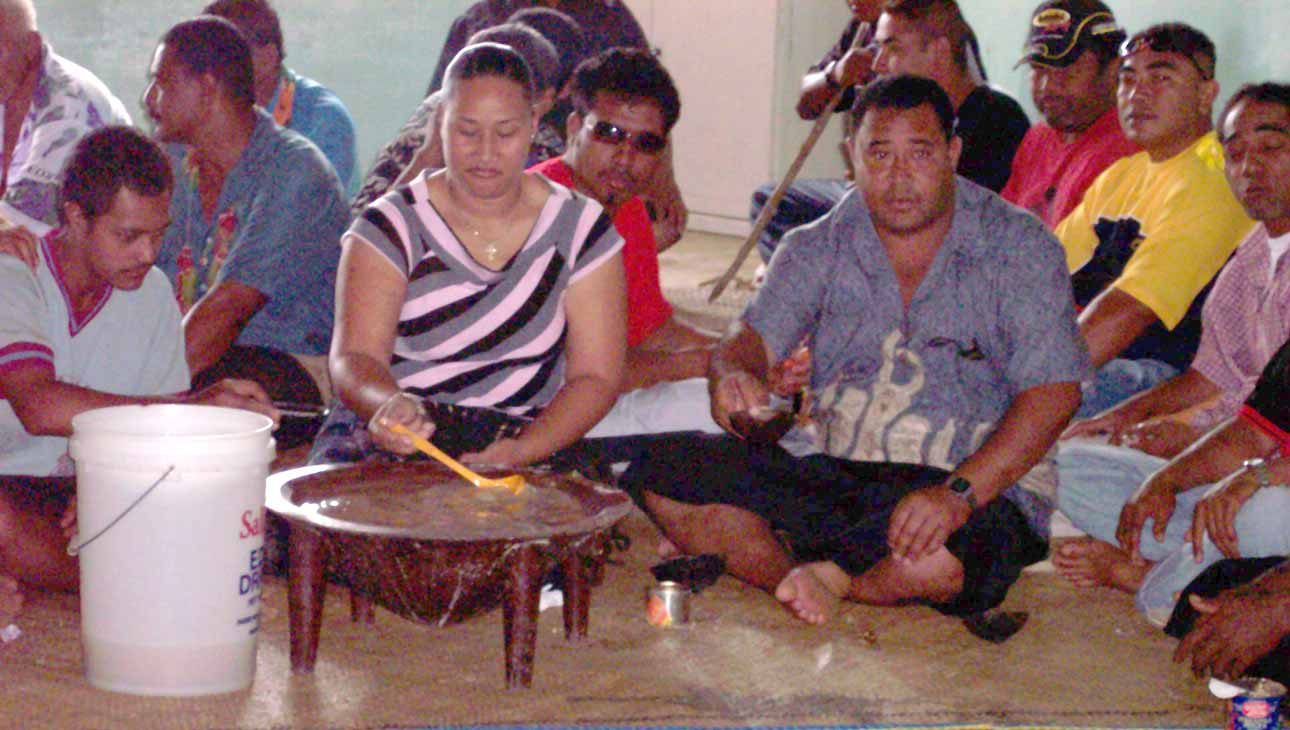
Podávání nápoje kava

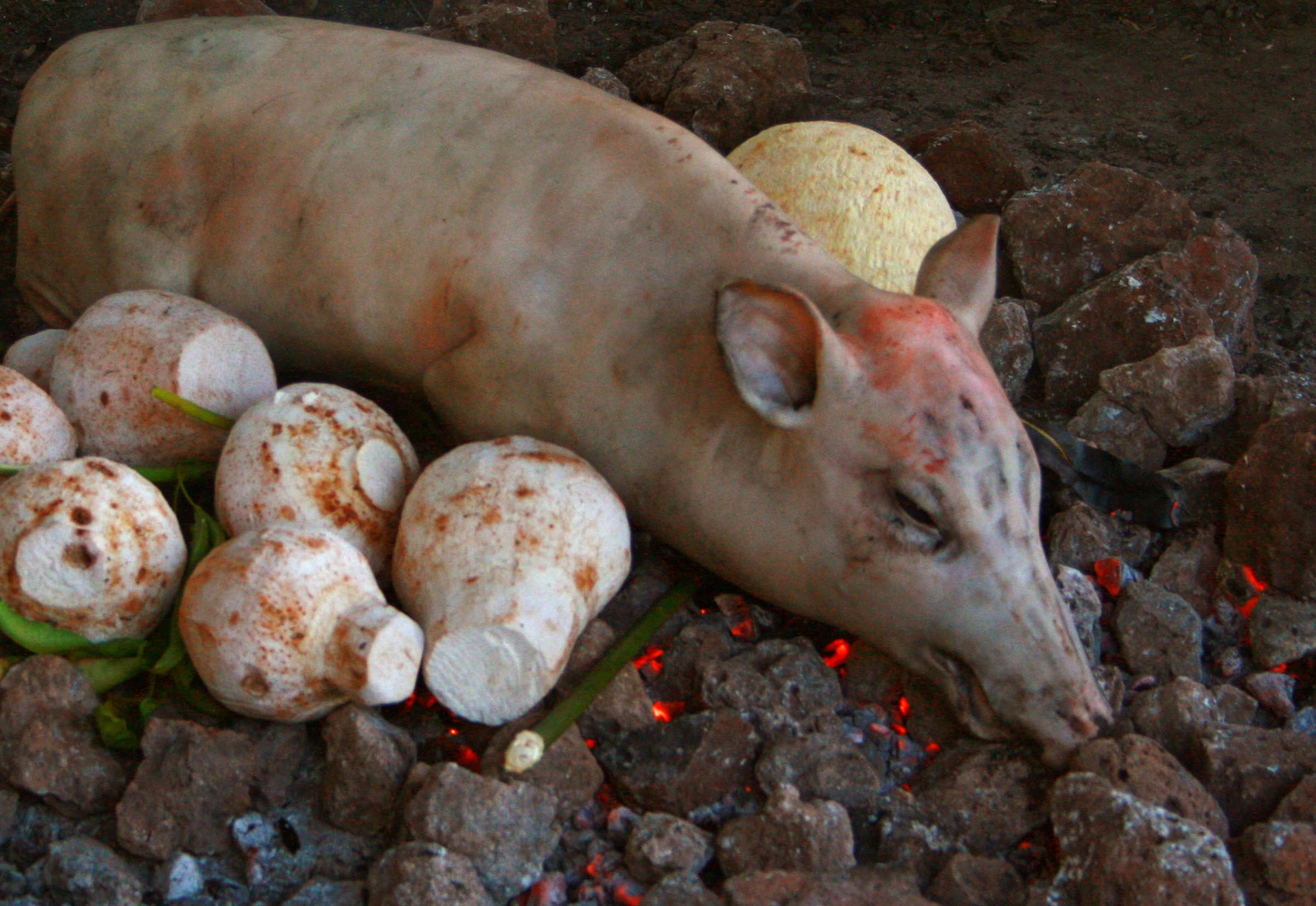
Způsob přípravy umu

Kuchyně Americké Samoy je velmi podobná kuchyni samojské, ze sousední Samoy. Národním jídlem je fia fia, mix masa vepřového, kuřecího, rybího, tropického ovoce (hlavně chlebovník,  kokos, banán, limetky a mango) a palusami (kokos zabelený v palmovém listu z palmy taro a pečený). Často je jídlo připravované technikou umu, kdy je dáno na horké kameny, nejčastěji maso. Nejčastější nápoj je slavnostní nápoj z pepřovníku kava. Protože je na Americké Samoy hodně amerických vojáků, populární jsou i jídla z americké kuchyně jako například hamburger, hot dog nebo coca cola.

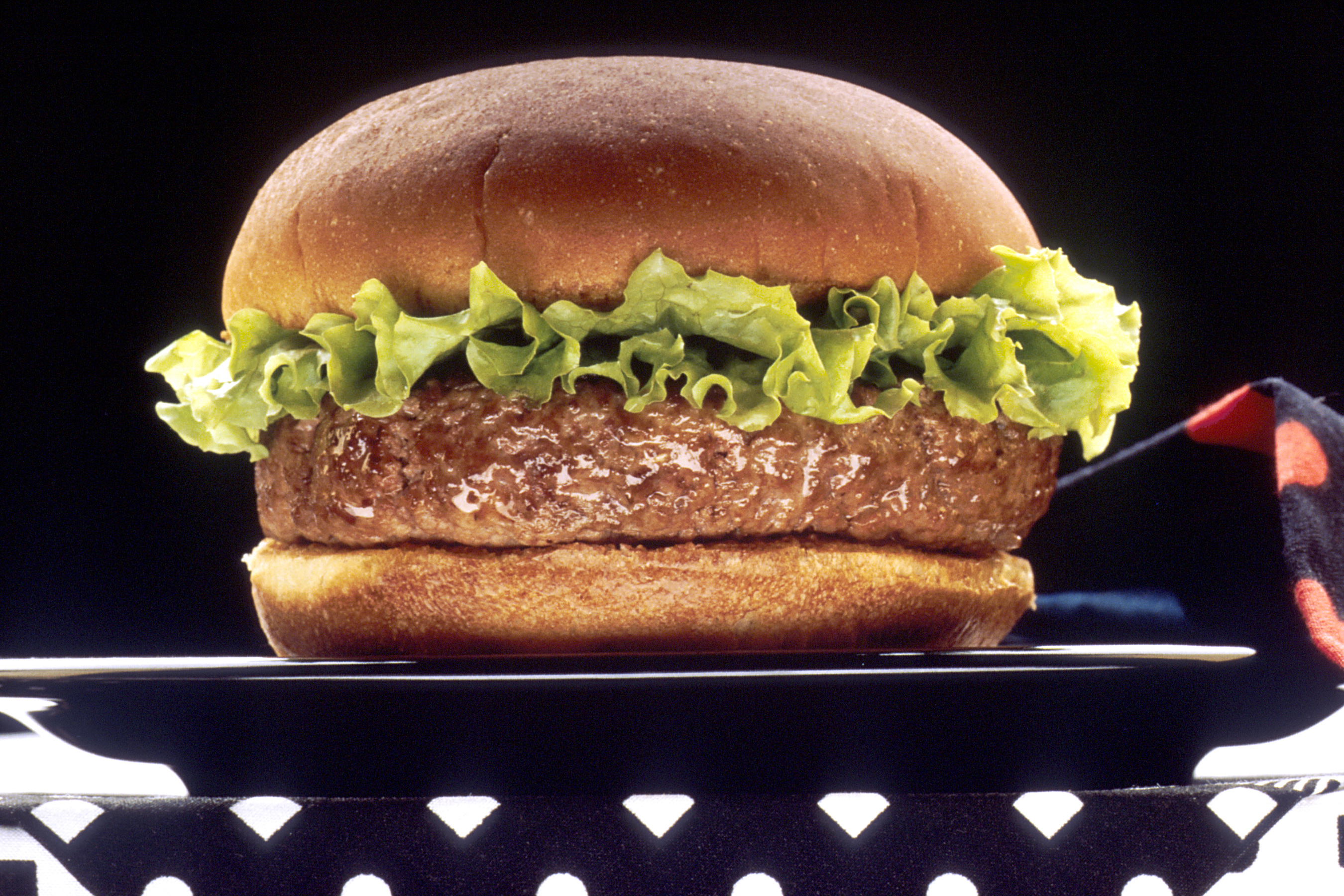
Hamburger